# Paola Ojetti
Paola Ojetti (Firenze, 7 novembre 1911 – Firenze, 31 agosto 1978) è stata una sceneggiatrice, traduttrice e critica cinematografica italiana.

## Biografia
Figlia di Ugo Ojetti e Fernanda Gobba, si trasferì a Roma e iniziò a collaborare dal 1938 con la rivista Film diretta da Mino Doletti, per la quale tenne una rubrica di critica cinematografica. 
Abbastanza intensa la sua attività di sceneggiatrice e adattatrice dei dialoghi italiani di pellicole straniere; dal 1943 Paola Ojetti collaborò ad oltre venti film e raggiunse le punte più notevoli in quello d'esordio, Nessuno torna indietro diretto da Alessandro Blasetti e in Art. 519 codice penale di Leonardo Cortese. Chiuse la carriera con un originale televisivo diretto nel 1967 da Vittorio Cottafavi.
Paola Ojetti è soprattutto ricordata per la sua attività di traduttrice, iniziata sin da giovanissima con versioni dal francese e dall'inglese di dialoghi di film. Negli anni '30, Paola Ojetti partecipò a prestigiosi progetti di allestimenti teatrali e operistici come traduttrice e adattatrice del testo: collaborò con grandi maestri, quali Victor de Sabata, Ildebrando Pizzetti e Benjamin Britten. Dal dopoguerra immediato e fino alla sua scomparsa nel 1978, dapprima per la Mondadori, poi per la Feltrinelli, tradusse opere importanti di William Shakespeare, Alexandre Dumas, George Bernard Shaw, William Faulkner, Saul Bellow, Karen Blixen e Aldous Huxley.
Conosciuta anche come Paola Ojetti Zamattio (dal cognome del marito), ebbe due figli, Andrea (morto prematuramente in un incidente stradale) e Paolo Zamattio, che farà un'unica apparizione cinematografica come semplice comparsa nel film I sovversivi dei fratelli Taviani nel 1967.
Dopo la scomparsa della madre, avvenuta nel 1970, Paola Ojetti dimorò in pianta stabile a Firenze (in Via de' Bardi, a due passi dal Ponte Vecchio) dove rimarrà fino alla morte avvenuta all'età di 69 anni. L'anno precedente aveva fatto un'apparizione (un semplice cameo come attrice) nel film diretto da Lina Wertmüller, La fine del mondo nel nostro solito letto in una notte piena di pioggia. Il suo fondo bibliotecario venne donato insieme a quello paterno presso il Gabinetto Vieusseux della sua città natale.

## Opere letterarie

### Traduzioni[5]
- Pierre Barillet e Jean Pierre Gredy, Il dono di Adele, quattro atti brillanti, s.n., Roma 1952?
- Saul Bellow,
  - L'ultima analisi, Commedia in due atti, Feltrinelli, Milano 1966
  - Addio alla casa gialla, racconti, Feltrinelli, Milano 1970
- Karen Blixen,
  - Ultimi racconti, Feltrinelli, Milano 1962
  - Capricci del destino, racconti, Feltrinelli, Milano 1966
- Benjamin Britten, Sogno di una notte d'estate: Opera, trad. Paola Ojetti; testo: Benjamin Britten e Peter Pears, Carisch, Milano
- Benjamin Constant, Il generale Federico, Commedia-farsa, Edizioni Radio Italiana, S.l. s.n.
- Victor de Sabata, Il mercante di Venezia, testo: Guglielmo Shakespeare, trad. Paola Ojetti; regia Max Reinhart, DORIGO G. Venezia
- John Dos Passos, Introduzione alla Guerra civile, A. Mondadori, Milano-Verona 1947
- Alexandre Dumas (figlio) La signora dalle camelie, Rizzoli, Milano 1950
- Ecco la storia vecchia e vera di Rumpelstiltskin, o Che importanza ha un nome?, tratta dalla novella di Grimm e da altre versioni per la musica di Francis Collinson, su testo di Francis Dillon, traduzione italiana di Paola Ojetti, 194.?
- William Faulkner, Santuario, Unica traduzione autorizzata dall'Inglese di Paola Ojetti Zamattio con otto illustrazioni di Renato Guttuso, A. Mondadori, Milano-Verona 1946
- Bamber Gascoigne, Il teatro nel mondo, storia illustrata, ERI, Torino 1971
- Aldous Huxley, La catena del passato, A. Mondadori, Milano 1950
- Archibald MacLeish, J. B., Bompiani, Milano 1960
- Ford Madox Ford, Alcuni, no, Non più parate, Feltrinelli, Milano 1963
- Seton Margrave, Come si scrive un film, traduzione [dall'inglese] di Paola Ojetti, presentazione di G. V. Sampieri; prefazione di Alessandro Korda, commento di René Clair, Bompiani, Milano 1939
- Pierre de Marivaux, Il gioco dell'amore e del caso, Le false confidenze, La prova, Rizzoli, Milano 1963
- Molière, La scuola delle mogli e La critica alla scuola delle mogli Rizzoli, Milano 1951
- Charles Morgan, In viaggio, con otto illustrazioni di Carlo Torrigiani, A. Mondadori, Milano 1951
- John Cecil Moore, Acque sotterranee, Feltrinelli, Milano 1967
- Iris Origo,
  - Guerra in Val d'Orcia, prefazione di Piero Calamandrei, Vallecchi, Firenze 1968, **Leopardi, Rizzoli, Milano 1974
- Peter Shaffer, Equus, traduzione di Paola Ojetti e Marco Sciaccaluga, regia di Marco Sciaccaluga, Italia: s.n., 19..
- William Shakespeare, 
  - Romeo e Giulietta, versione italiana di Paola Ojetti: adattamento in due tempi di Guido Salvini, regia di Guido Salvini, Italia: s.n., 19..
  - Sogno di una notte d'estate, commedia, riduzione teatrale di Max Reinhardt; traduzione italiana di Paola Ojetti, E. Ariani, Firenze 1933
  - Il Mercante di Venezia, riduzione teatrale di Max Reinhardt; traduzione italiana di Paola Ojetti, coi tipi di Carlo Ferrari, Venezia 1934
  - Come vi garba (as you like it), traduzione italiana di Paola Ojetti; intermezzi e commenti musicali di Ildebrando Pizzetti, Teatro Comunale, Firenze, 1938
  - Otello, il moro di Venezia, Rizzoli, Milano 1949
  - Romeo e Giulietta, Rizzoli, Milano 1949
  - Rosalinda, o Come vi piace, versione di Paola Ojetti, versi e canzoni di Marco Visconti, regia di Luchino Visconti, scene e costumi di Salvador Dalí, Roma: Teatro Eliseo, 1949 (Roma: Italgraf)
  - Come vi garba, Rizzoli, Milano 1950
  - Il mercante di Venezia, Rizzoli, Milano 1950
  - Sogno di una notte d'estate, Rizzoli, Milano 1950
  - Drammi, Fabbri, Milano 1968
- George Bernard Shaw,
  - Uomo e superuomo, commedia in 4 atti, traduzione di Paola Ojetti; riduzione di Paolo Giuranna, Paola Ojetti e Luigi Squarzina, regia di Luigi Squarzina, Italia s.n., 19..
  - Teatro in trenta minuti: Idillio villereccio, riduzione radiofonica di Chiara Serino, S.l. : s.n., 195.
  - Androclo e il leone, un prologo e due atti, A. Mondadori, Milano 1952
  - Le quattro commedie gradevoli, A. Mondadori, Milano 1955 (Le armi e l'uomo (arms and the Man) - Candida. (Candida) - L'uomo del destino. (The Man of destiny) - Non si sa Mai, You never Can tell))
  - Cesare e Cleopatra, regia di Franco Enriquez, S.l. Rai, 1956
  - Il giudizio universale, I sei di Calais, La miliardaria, A. Mondadori, Milano 1956
  - Le tre commedie sgradevoli, A. Mondadori, Milano 1956
  - L'altra isola di John Bull, A. Mondadori, Milano 1957
  - Beatrice Stella Campbell, Carteggio sentimentale, a cura di Alan Dent, A Mondadori, Milano 1957
  - Santa Giovanna, A. Mondadori, Milano 1957
  - Uomo e superuomo, A. Mondadori, Milano 1957
  - Il maggiore Barbara, Come egli mentì al marito di lei, A. Mondadori, Milano 1958
  - Il dilemma del dottore, Mondadori, Milano 1959
  - L'imperatore d'America, Il decorato O'Flaherty, Idillio villereccio, A. Mondadori, Milano 1959
  - Troppo vero per essere bello, Sugli scogli, A. Mondadori, Milano 1959
  - Ginevra, Uno sprazzo di realtà, Perche lei non volle,A. Mondadori, Milano 1960
  - Torniamo a Matusalemme, A. Mondadori, Milano 1960
  - Bernard Shaw, prefazione di Ruggero Jacobbi, UTET, Torino 1966
- Richard Brinsley Sheridan, La scuola della maldicenza, Rizzoli, Milano 1957
- Tom Stoppard, Rosencrantz e Guildenstern sono morti (Rosencrantz e Guildenstern are dead), traduzione di Paola Ojetti, regia di Franco Enriquez, Napoli: s.n., 19..
- Thomas Sigismund Stribling, I roghi dell'Alabama, Mondadori, Milano 1955
- Oscar Wilde,
  - L'importanza di essere onesto, Rizzoli, Milano 1952
  - Teatro, a cura di Cesare Padovani; traduzioni di Corrado Lutri, Paola Ojetti, Domenico Porzio, Club degli editori, Milano 1971
- Tennessee Williams, Una lettera d'amore di Lord Byron, Opera in un atto, musica di Raffaello De Banfield, versione ritmica dall'inglese di Paola Ojetti, G. Ricordi & C., New York 1955,
- Angus Wilson, Per gioco ma sul serio, Club degli editori, Milano 1970

### Altro
- Musica di Claudio, Illustrato con 10 disegni di Giorgio Tabet, R. Bemporad e F., Firenze 1938

## Filmografia
- Nessuno torna indietro, regia di Alessandro Blasetti (1943)
- La signora è servita, regia di Nino Giannini (1944)
- Fatto di cronaca, regia di Piero Ballerini (1945)
- Vivere ancora, regia di Nino Giannini e Leo Longanesi (1945)
- Trent'anni di servizio, regia di Mario Baffico (1945)
- L'ultima cena, regia di Luigi Giachino (1949)
- La mano della morta, regia di Carlo Campogalliani (1949)
- Capitan Demonio, regia di Carlo Borghesio (1949)
- Domani è troppo tardi, regia di Léonide Moguy (1950)
- Amore e sangue (Schatten uber Neapel), regia di Marino Girolami e Hans Wolff (1951) - adattamento dialoghi versione italiana
- Art. 519 codice penale, regia di Leonardo Cortese (1952)
- Penne nere, regia di Oreste Biancoli (1952)
- Passione, regia di Max Calandri (1953)
- Martin Toccaferro, regia di Leonardo De Mitri (1953)
- Trieste, cantico d'amore, regia di Max Calandri (1954)
- Rigoletto e la sua tragedia, regia di Flavio Calzavara (1956)
- Retaggio di sangue, regia di Max Calandri (1956)
- Amanti senza peccato, regia di Mario Baffico (1957)
- La verde età, regia di Bruno Jori (1957)
- Il delitto non paga (Le crime ne paie pas), regia di Gérard Oury (1961) - adattamento dialoghi versione italiana
- Il tiranno di Siracusa, regia di Curtis Bernhardt (1962)
- Il processo di Santa Teresa del Bambino Gesù, regia di Vittorio Cottafavi - film TV (1967)
- La fine del mondo nel nostro solito letto in una notte piena di pioggia, regia di Lina Wertmüller (1977) attrice

## Archivio
L'archivio Paola Ojetti, donato dalla stessa autrice nel 1977, è depositato presso l'Archivio contemporaneo del Gabinetto Vieusseux e consta di quasi 600 manoscritti di oltre 130 autori